# Carlo Wagner
Carlo Wagner (Meilen, 15 agosto 1837 – Pittsburgh, ...) è stato un patriota e militare svizzero-tedesco.

## Biografia
Figlio di Filippo, partecipò alla Spedizione dei Mille. Alla fine dell'impresa emigrò negli Stati Uniti.

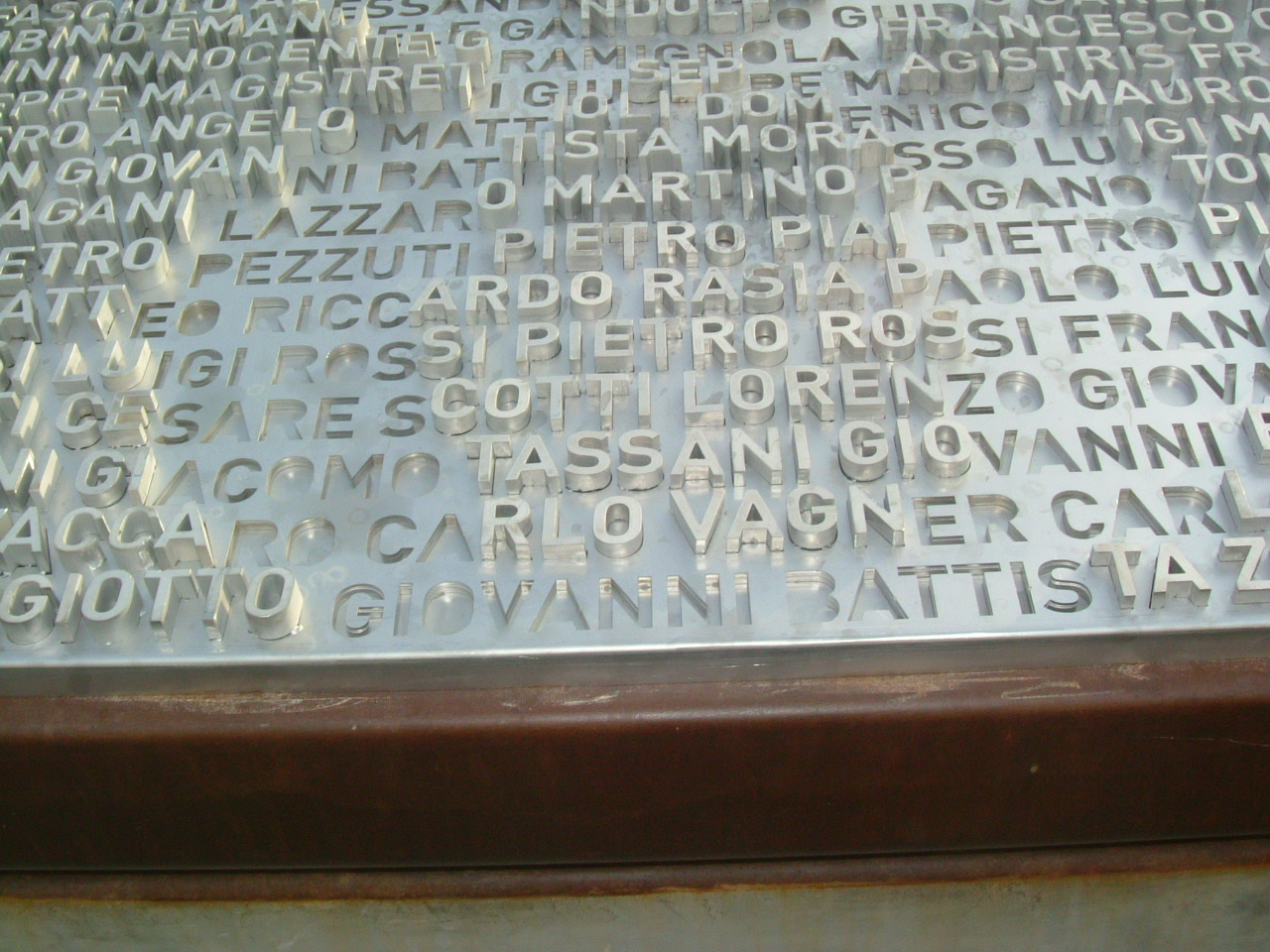
Dettaglio della lastra commemorativa di Wagner.